# Лос Верхелес, Хакобо Гарсија (Сотеапан)
Лос Верхелес, Хакобо Гарсија (шп. Los Vergeles, Jacobo García) насеље је у Мексику у савезној држави Веракруз у општини Сотеапан. Насеље се налази на надморској висини од 782 м.

## Становништво
Према подацима из 2010. године у насељу је живело 8 становника.

### Хронологија
| Година       | 2000 | 2005       | 2010 |
| ------------ | ---- | ---------- | ---- |
| Становништво | 2    | 14 (9 / 5) | 8    |

### Попис
| # | Индикатор                     | Вредност |
| - | ----------------------------- | -------- |
| 1 | Укупно домаћинстава           | 2        |
| 2 | Укупно насељених домаћинстава | 2        |
| 3 | Величина локације             | 1        |